# Anomiopus batesi
Anomiopus batesi là một loài bọ cánh cứng trong họ Bọ hung (Scarabaeidae).